# Tenesmus močového měchýře
Tenesmus močového měchýře (latinsky: Tenesmus vesicalis) je druh tenesmu, při kterém po močení zůstává pocit nevyprázdněného močového měchýře a nutkání k dalšímu močení. Obvykle jej doprovází časté močení a další symptomy.
Je důsledkem podráždění sliznice močového měchýře nebo močové trubice, které je typické pro infekci močových cest, obstrukci močových cest při hypertrofii prostaty nebo prostatickém karcinomu, či akutní bakteriální prostatitidu. Může k němu dojít rovněž při zásaditém charakteru moči, případně v důsledku medikace (například užívání lithia).